# Lily Monteverde
Lily Yu Monteverde, bijgenaamd Mother Lily (19 augustus 1938 – 4 augustus 2024) was een prominent Filipijns filmproducent en zakenvrouw. 
Monteverde produceerde met haar bedrijf Regal Films meer dan 1000 films, waaronder diverse klassieke films uit de Filipijnse Cinema. De eerste door haar geproduceerde film was Magsikap: Kayod sa Umaga, Kayod sa Gabi (1974). Enkele bekende door haar geproduceerde films zijn Manila By Night van Ishmael Bernal, Sister Stelle L. van Mike de Leon, Scorpio Nights van Peque Gallaga en Bilangin Mo ang Bituin sa Langit van Elwood Perez. later was het dagelijks management van haar productiebedrijf, dat tegenwoordig Regal Entertainment heet, in handen van haar dochter Roselle Monteverde-Teo. In 2000 won Lily Monteverde een Lifetime Achievement Award op het Cinemanila International Film Festival.